# هفت گناهکار (فیلم ۱۹۳۶)
هفت گناهکار (انگلیسی: Seven Sinners) فیلمی بریتانیایی است که در سال ۱۹۳۶ منتشر شد. از بازیگران آن می‌توان به ادموند لو اشاره کرد.